# Мухоїд кокосовий
Мухоїд кокосовий (Nesotriccus ridgwayi) — вид горобцеподібних птахів родини тиранових (Tyrannidae).

## Поширення
Ендемік острова Косос у Тихому океані біля узбережжя Коста-Рики. Мешкає у вологих топічних лісах, тропічних болотах і гірських тропічних лісах та чагарниках.

## Опис

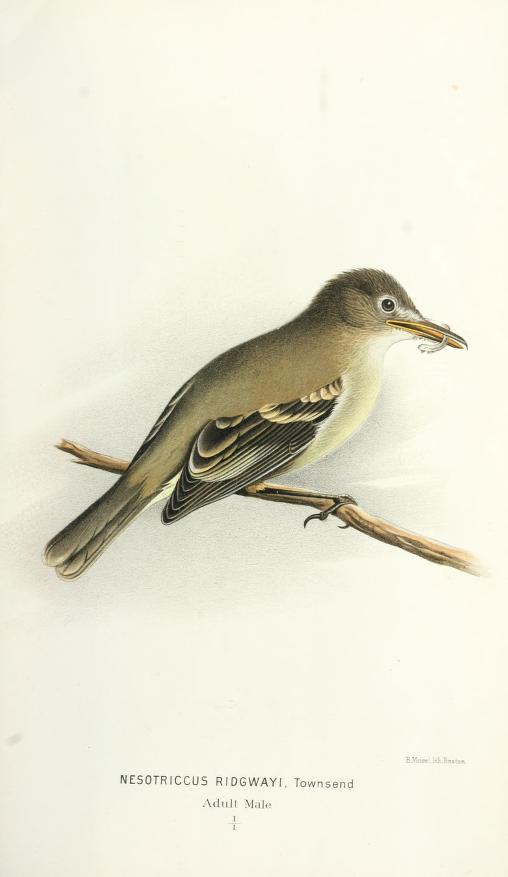
Ілюстрація

Невеликий птах (13 см завдовжки) сірого кольору з довгим дзьобом.

## Загрози
Вид перебуває під загрозою через поширення на острові інтродукованих видів, таких як щури і дикі кішки, що харчуються птахами та їх пташенями, та свині, що знищують звичне навколишнє середовище птаха. Хоча сучасна чисельність популяції невідома через брак досліджень, вид має статус vulnerable — «уразливий».